# Деспотовац
Деспотовац (серб. Деспотовац) — город в Сербии в одноимённой общине в Поморавском районе. Согласно переписи населения 2011 года, проживало 4197 жителей.